# Christian 5.s krone
Kong Christian V af Danmarks krone var kronen, der blev brugt ved kroningen af alle Danmarks enevældige konger. Kongerne Frederik VII og Christian IX blev ikke kronet som følge af krig ved deres trontiltrædelse, og da man nåede til Frederik VIII var kroning kommet på en sådan afstand, at man ikke fandt det egentlig relevant længere, men kronen bruges dog stadig i forbindelse med monarkens castrum doloris, senest i 1972.
Kronen blev brugt af kongerne fra Christian V til Christian VIII. Kronen er lavet af Paul Kurtz i København, 1670–1671. Den er lavet af guld med emalje og bordskårne sten med en samlet vægt på 2080 g. Juvelen indeholder desuden 2 granater og 2 safirer, hvoraf den største stammer fra Frederik I af Danmark.
Kronen er en del af Danmarks Rigsvåben og Kongevåben. Siden 1671 har kronen været statsmagtens de facto symbol. Den indgår i stiliserede og varierede former i de fleste statsinstitutioner, herunder ministerier.